# Katarina Ježić
Katarina Ježić (Rijeka, 19. prosinca 1992.), hrvatska rukometašica, članica Siófok KC iz Mađarske i hrvatske rukometne reprezentacije. Igra na mjestu kružne napadačice, a visoka je 172 cm. Karijeru je započela u Novom Vinodolskom. Bavila se plivanjem u kojem je također postizala odlične rezultate. Na juniorskom prvenstvu u Brazilu proglašena je za najboljeg igrača na svojoj poziciji.
Nastupala je za Hrvatsku na četiri Europska prvenstva 2012. u Srbiji, 2014. u Hrvatskoj i Mađarskoj,  2018. u Francuskoj i 2020. u Danskoj i na dva Svjetska prvenstva 2011. u Brazilu i 2021. u Španjolskoj.

## Uspjesi
- Regionalna liga: 2013., 2014.
  - Prvenstvo Crne Gore 2013., 2014.
  - Kup Crne Gore 2013., 2014.